# Корпорація ГРіД систем

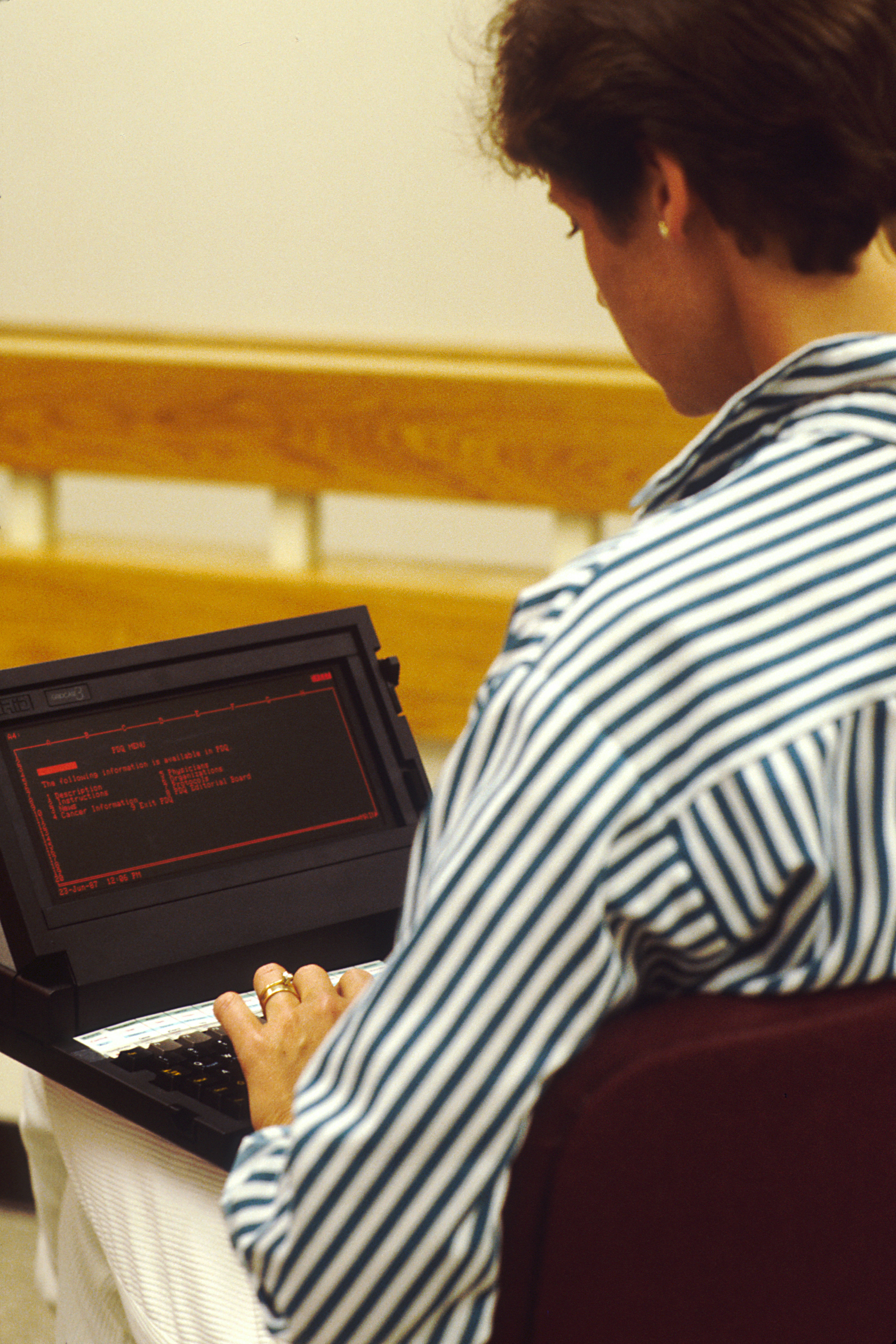
Жінка використовує GridCase 3 щоб отримати доступ до бази даних раку PDQ в 1987 році

Корпорація GRiD Систем була заснована в січні 1979 року Джоном Елленбі, який залишив свою роботу в Xerox Parc і приєднався до Глена Дейвса, Дейва Поульсена і Моріджа Біла, щоб сформувати одну з перших стелс компаній Силіконової Долини. Компанія стала публічною в березні 1981 року.
Назва "GRiD" з незвичайною малою літерою "і" в середині стало результатом дискусії між Джоном Елленбі, Гленом Едемсом і дружиною Джона Елленбі Джиліан Елленбі, яка запропонувала остаточний вибір. У нижньому регістрі "і" була літерою завдяки Intel в перші дні
GRiD розробила і випустила кілька новаторських ідей:
- Перший переносний комп'ютер. Розроблений виключно для керівників.
- GRiD Compass 1100, перший розкладний ноутбук
- Запатентувала "розкладний" дизайн ноутбука .
- Перший переносник для використання незалежної бульбашкової пам'яті.
- GRiD-OS був багатозадачним для користувача інтерфейсу та операційних систем.
- Перше використання електролюмінесцентних дисплеїв в переносниках.
- Перше використання магнію для огляду.
- Перше використання плаваючою точкою співпроцесора Intel 8086 і 8087 в комерційному продукті.
- Введення поняття "шини" для підключення периферійних пристроїв (з використанням GPIB).
- Перший комп'ютер, який включав в себе повнофункціональний телефон і телефонну трубку.
- Перший комерційно доступний планшет типу портативний комп'ютер був GriDPad, випущений у вересні 1989 року його операційна система була заснована на MS-DOS.
- GRiD Compass 1101 був перший ноутбук в космосі. Необхідна спеціальна модифікація, щоб додати вентилятор, щоб потягнути повітря через корпус. Згодом GRiD 1 530 літав на STS-29 в березні 1989 року.
- OldComputers.net оголосив 1982 GRID Compass 1101 "Гранд-тато всіх портативних сучасних комп'ютерів". Він мав 256k RAM, 8086, 320x240 екран і 384K внутрішньої пам'яті "бульбашки", яка тримала дані при відключеному живленні.
- [1]

У 1988 році,корпорація Тенді придбала GRiD
AST Computer придбала компанію, яка потім була придбана компанією Samsung.. 
Edens співзасновник Waveform Corp,  в 2003 році увійшов до складу ради компанії F5 Networks Inc.
Джон Елленбі вийшов з компанією Agilis і Augmented Reality очоливши GeoVector.